# Olympe (chanteur)
Pour les articles homonymes, voir Olympe (homonymie).
Olympe, Joffrey Boulanger de son vrai nom, né le 13 août 1989 à Amiens, est un auteur-compositeur-interprète français. Il termine deuxième de la deuxième saison de The Voice, la plus belle voix.

## Biographie
Olympe est originaire d'Amiens. Ses parents se séparent alors qu'il est âgé de cinq ans ; il est placé chez son grand-père paternel avec sa sœur et son frère. Enfant timide et complexé, il trouve un exutoire dans la musique.
En 2001, son grand-père l'inscrit à son premier concours de chant dans un village de Picardie, qu'il gagne avec une chanson de Céline Dion. Il s'ensuit une quinzaine de concours remportés en France.
En avril 2007, à la suite d'une audition, il est invité à chanter Vivo per lei en duo avec Hélène Ségara lors d'un concert à Albert, dans la Somme,.
En 2010, l'Amiénois enregistre son premier album Rien qu'un homme sous le nom de « Joffrey B » avec le label musical « C Du Lourd Prod & Ed ». Le label détient toujours les droits d'exploitation et d'édition de ce disque, qui ressort en février 2013. Pour la promotion de cet album, il réalise un clip pour le morceau Par la fenêtre et se produit sur plusieurs scènes dont Le Petit Journal Montparnasse à Paris ou le Théâtre de verdure à Ramatuelle. Il participe au télé-crochet de la chaîne IDF1 Vous avez du talent ! et y interprète Je vis comme je rêve, extrait de Rien qu'un homme.
Il obtient un second rôle dans la comédie musicale Atlantéa 2013 - Du Sphinx à l'Atlantide, composée par Eric Miller et écrite par Sandrine Aubertin.
En 2013, alors qu'il travaille comme conseiller clientèle chez Alice Délice, un magasin culinaire à Amiens, il participe à la deuxième saison de The Voice, la plus belle voix. Alors âgé de 23 ans, il séduit le jury lors des auditions à l'aveugle en chantant Born to Die de Lana Del Rey. Au lendemain de la diffusion de l'émission, sa reprise se classe no 1 des ventes sur iTunes. Battu lors de la finale de l'émission, il signe un contrat avec Mercury Records pour sortir deux albums.
Le 22 juillet 2013, il sort un premier album éponyme composé de reprises interprétées durant l'émission télévisée et réenregistrées avec de nouveaux arrangements ainsi que le titre inédit Merci. L'album s'écoule à 11 390 copies en première semaine et se classe no 1 des ventes digitales et physiques en France,,. Il devient le premier candidat révélé par l'émission The Voice à obtenir la place de no 1 des ventes avec un premier disque que ce soit en France, au Royaume-Uni ou aux États-Unis,. Le 25 octobre 2013, il sort le single C'est facile. Ce dernier est accompagné d'un clip le 17 janvier 2014.
En décembre 2013, il participe à la compilation We Love Disney en y interprétant un duo avec Joyce Jonathan. Dans la foulée, il est invité au NRJ Music Awards 2014 pour chanter en duo avec Alex Hepburn.
Le 28 avril 2014 sort son deuxième album Une vie par jour. Il commence sa première tournée en octobre 2014, notamment avec une date au Trianon de Paris le 11 octobre. En 2014, il joue dans un épisode du prime time Nos chers voisins, fête des voisins sur TF1. La même année, il participe à l'émission de NRJ 12 Les People passent le bac.
En février 2016, il annonce son futur mariage,,.
Olympe et son compagnon Julien Drisch se sont mariés aux États-Unis en juillet 2016.
Le 2 septembre 2016, Olympe publie son nouvel EP OLYMPE, disponible en physique en exclusivité à la Fnac et en téléchargement sur les plateformes légales. Olympe a composé tous les titres de cet EP et s'est entouré de Julien Maillet pour les textes.
En septembre 2021, à l'occasion de son apparition dans l'émission de TF1 The Voice All Stars, il sort un nouvel EP sur le label « Talentcy Record », qu'il a créé avec son mari. Intitulé TAXIDI, ce qui signifie « Voyager » en grec : Olympe est en effet passionné de mythologie grecque. Il confesse que ce titre ainsi que l'agencement des chansons illustraient son parcours durant ces dernières années, où il avait beaucoup douté de sa légitimité artistique.
Un nouvel album du chanteur est annoncé en janvier 2022 sur son label « Talentcy Record ».
En Mars 2022, Olympe publie son nouvel Album PRESS PLAY sur son label Talentcy Records, un opus de 12 titres pop.
Olympe marque une pause dans sa carrière en mars 2023 car il devient papa.
Juin 2024, Olympe participe à la tournée officielle THE VOICE, produite par ITV Studio et TF1.

## The Voice
Olympe participe à la deuxième saison de The Voice, la plus belle voix dans l'équipe de Jenifer. Sa reprise de Born to Die de Lana Del Rey se hisse en tête des meilleures ventes de titres sur iTunes dès le lendemain de la diffusion de l'émission. S'imposant lors de l'étape des battles, il se qualifie pour les primes en direct. Si le public le suit sur ses reprises de Zombie des Cranberries, Désenchantée de Mylène Farmer et Frozen de Madonna, il le boude néanmoins sur Non, je ne regrette rien d'Édith Piaf. Pour la demi-finale, le public lui préfère Anthony Touma mais il décroche tout de même une place en finale grâce aux points accordés par sa coach, Jenifer. Le 18 mai 2013, lors de la finale de l'émission, il termine second avec 27,8 % des suffrages contre 28 % pour le gagnant de l'émission, Yoann Fréget.
En septembre 2021 il participe à l'émission The Voice All Stars, il fait se retourner les 5 coachs avec une reprise de You Say de Lauren Daigle. Il choisit l'équipe de Zazie. Il perd aux Cross-Battles contre Dominique Magloire en interprétant la chanson L'Oiseau et l'Enfant de Marie Myriam.

### Chansons interprétées dansThe Voice: la plus belle voix
| Épisode | Étape                | Chanson | Remarques |
| ------- | -------------------- | --- | --- |
| 1       | Audition à l'aveugle | Born to Die - Lana Del Rey | Les 4 coachs se retournent |
| 9       | Battles              | Hometown Glory - Adele | Olympe remporte la battle face à Gerôme Gallo                                                                                  |
| 12      | Live 1               | Zombie - The Cranberries | Olympe est choisi par le public                                                                                                |
| 13      | Live 2               | Désenchantée - Mylène Farmer | Olympe est choisi par le public                                                                                                |
| 14      | Live 3               | Frozen - Madonna | Olympe est sauvé pour la troisième fois consécutive par le public                                                              |
| 15      | Live 4               | Je ne regrette rien - Édith Piaf | Olympe est qualifié pour la finale grâce aux points de sa coach Jenifer. - Vote du public : 40,3 % - Points de Jenifer : 35/50 |
| 16      | Live 5               | - Si maman si - Michel Berger / France Gall - Casser la voix - Patrick Bruel - All By Myself - Eric Carmen / Céline Dion - I Will Always Love You - Dolly Parton / Whitney Houston | Olympe finit deuxième, avec 27,8 % des votes, derrière Yoann Fréget, qui obtient 28 %.                                         |

## Discographie

### Singles
- 2013 : Born to Die, classée no 1 sur itunes lors de la première semaine de la 2e saison de The Voice[8], no 9 du Top Singles France[22]
- 2013 : Zombie, no 75 du Top Singles France[22].
- 2013 : C'est Facile, classée no 70 du Top Singles France[23].
- 2016 : Si demain.
- 2021 : Fort
- 2021 : J'roule plus vite que toi

### Participations
- 2013 : We Love Disney. Il interprète le titre Ce rêve bleu en duo avec Joyce Jonathan.
- 2014 : Kiss & Love. Participation au single inédit au profit du Sidaction[24],[25].
- 2014 : We Love Disney 2. Il interprète le titre Je veux savoir (Tarzan).
- 2021 : Noel et Nous. Il interprète le titre Petit Papa Noel.

## Spectacles musicaux
- 2010 : Atlantea 2013 : du Sphinx à l'Atlantide de Sandrine Aubertin et Eric Miller